# Jürgen Locadia
Jürgen Locadia, född 7 november 1993 i Emmen, är en nederländsk-curaçaoisk fotbollsspelare (anfallare) som spelar för Intercity.

## Karriär
Den 24 september 2017 gjorde Locadia fyra mål för PSV Eindhoven i en 7–1-vinst över Utrecht.
Den 19 januari 2018 värvades Locadia av engelska Brighton & Hove Albion, där han skrev på ett 4,5-årskontrakt. I februari 2020 lånades Locadia ut till amerikanska FC Cincinnati.
Den 6 januari 2022 värvades Locadia av tyska Bochum. Den 12 augusti 2022 skrev han på ett ettårskontrakt med iranska Persepolis. Den 19 december 2022 lämnade Locadia klubben.